# Пратт, Уго
У́го Пратт (итал. Hugo Pratt), настоящее имя У́го Эудже́нио Прат (итал. Ugo Eugenio Prat); 15 июня 1927 года, Римини, Италия — 20 августа 1995 года, Лозанна, Швейцария) — итальянский художник и сценарист комиксов. Автор одного из самых известных в мире итальянских комиксов «Корто Мальтезе». Обладатель премии Айснера 2005 года (посмертно).

## Биография

### Ранние годы
Родился в Римини в семье профессионального итальянского военного Роландо Пратта (ум. в 1942 году во французском концлагере после того, как попал в плен в Восточной Африке) и Эвелины Женеро, дочери венецианского поэта Эудженио Женеро. Его дед по отцовской линии, Джозеф Пратт, был англичанином. Также Уго Пратт является родственником Бориса Карлоффа (псевдоним Уильяма Генри Пратта), сыгравшего роль чудовища Франкенштейна в знаменитой экранизации 1931 года.
Большую часть детства Уго провёл в Венеции. Этот город оказал большое влияние на его жизнь, став в итоге местом, где Пратт дебютировал как художник комиксов в 1943 году.
В 1937 году маленький Уго переезжает с матерью в Абиссинию, где после вторжения Бенито Муссолини служили многие итальянские военные, в том числе его отец. В результате пленения и последующей смерти Роландо Пратта его жена и сын были помещены в лагерь для военнопленных, расположенный около Дыре-Дауа, откуда позже были возвращены в Италию в результате деятельности Международного комитета Красного Креста. В 1944 году был на подозрении в СС как возможный южно-африканский шпион.
После окончания войны Уго Пратт переезжает в Венецию, где принимает участие в организации развлечений для союзных войск. Позже присоединяется к «Венецианской группе», объединяющей нескольких итальянских карикатуристов, таких как Альберто Онгаро и Марио Фаустинелли. В 1945 году эта группа начала выпускать журнал приключенческих комиксов «Asso di Picche». Журнал стал вполне успешным изданием и публиковал на своих страницах работы молодых талантливых художников Дино Баттальи, Ринальдо д`Ами (Rinaldo D’Ami) и Джорджио Беллавитиса (Giorgio Bellavitis). Главный герой комикса «Туз Пик» (итал. Asso di Picche) получил большую известность в Аргентине, куда Пратт в итоге и был приглашён работать в 1949 году.

### Аргентина
В конце 1940-х Пратт переезжает в Буэнос-Айрес, где работает в аргентинском издательстве Editorial Abril. Там же он встречается с аргентинскими художниками комиксов Хосе Луисом Салинасом (José Luis Salinas), Альберто Бреччи и Франциско Солано Лопесом. В редакции «Фронтеры» были опубликованы некоторые из его ранних серий комиксов, таких как Junglemen, Sgt. Kirk, Ernie Pike и Ticonderoga. Сценарии для всех этих серий были написаны Гектором Остерхельдом, одним из крупнейших писателей Аргентины. Пратт также занимается преподаванием рисования в Панамериканской школе искусств (исп. Escuela Panamericana de Arte) под руководством Энрике Липшица (Enrique Lipszyc). Часто отправляется в поездки на Амазонскую низменность и в Мату-Гросу. В этот период жизни Уго Пратт начинает писать первую собственную книгу комиксов «Энн из джунглей» (итал. Anna della jungla), в которой выступает и как автор сценария, и как художник. История, рассказанная в этой книге, продолжилась в сериях Capitan Cormorant и Wheeling. Книга была закончена после возвращения Уго в Италию.

### Возвращение в Италию
С лета 1959 года Пратт целый год живёт в Лондоне, где совместно с британскими сценаристами трудится над созданием комиксов про войну для журнала Fleetway Publications. Затем, несмотря на тяжёлую экономическую ситуацию, он снова едет в Аргентину. И только в 1962 году Пратт возвращается в Италию, где начинает сотрудничать с журналом детских комиксов Corriere dei Piccoli, для которого адаптирует несколько произведений из классики приключенческой литературы, в том числе «Остров сокровищ» и «Похищенный» Стивенсона.
В 1967 году Уго знакомится с Флоренцо Ивальди, вместе с которым начинает выпускать журнал, название для которого («Sgt. Kirk») совпадало с именем главного героя комикса Гектора Остерхельда, над которым он работал в Аргентине. В первом же номере журнала Пратт публикует свою самую известную впоследствии новеллу «Баллада о солёном море» (итал. Una ballata del mare salato), где знакомит читателей с новым героем — Корто Мальтезе.
Серия про Корто была продолжена тремя годами позже в журнале Pif.
В своём творчестве Пратт использовал как эзотерические теории вроде Каббалы, так и реальные исторические факты. Большинство из его историй происходят в реально существовавших местах и связаны с реальными историческими событиями. В качестве примера можно привести войну 1755 года между французскими и британскими колонистами, описанную в Ticonderoga, или колониальные войны в Африке. Пратт проводит детальные исследования для создания как непротиворечивого сюжета, так и исторически адекватного визуального ряда. Некоторые персонажи его комиксов строго описывают реально существовавших людей либо создают очень близкую к реальному прототипу альтернативную личность, как в случае с главным антагонистом Корто — Распутиным. Многие из второстепенных персонажей появляются в других историях Пратта, и, собрав все истории воедино, можно воссоздать своеобразную альтернативную вселенную, описанную Уго Праттом.
Ещё одним большим циклом, созданным Праттом в это время, является серия из пяти выпусков «Пустынных скорпионов» («Gli scorpioni del deserto»). Опубликован комикс «L’uomo del gran nord — Jesuit Joe». Уго также пишет сценарии для комиксов «Tutto ricominciò con un’estate indiana» и «El Gaucho» своего друга и ученика Мило Манара.

### Последние годы

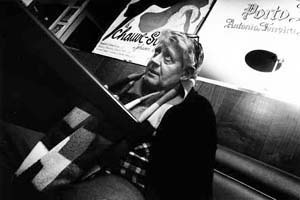
1989 год

С 1970 по 1984 год Уго Пратт проживает во Франции, работая над сложным характером своего героя Корто Мальтезе. Серия комиксов про Корто быстро набрала популярность и, опубликованная позже в альбомном формате, была переведена на 15 языков.
В 1984 Пратт переезжает в Швейцарию, где живёт вплоть до 1995 года. В течение этого времени международная известность Корто только растёт. Во Франции издательства «Casterman», «Dargaud» и «Humanoides Associés» выпускают несколько альбомов с ранними работами Уго. Неутомимый путешественник, Пратт продолжает свои поездки из Канады в Патагонию, из Африки на побережье Тихого океана.
Уго Пратт умер от рака 20 августа 1995 года. 15 июля 2005 года на San Diego Comic-Con International он посмертно был удостоен премии Айснера.
Созданная Праттом серия '«Пустынные скорпионы»' была продолжена после его смерти. В 2005 году вышло шесть новых частей под авторством Пьера Вацема (Pierre Wazem), который озаглавил продолжение «Le chemin de fièvre».
Уго Пратт оказал большое влияние на творчество многих авторов комиксов, как сценаристов, так и художников.

## Самые известные работы
- Asso di Picche (L’As de pique, Ace of Spades, 1945—1949)
- El Sargento Kirk[англ.] (Sgt. Kirk, 1953—1959)
- Ticonderoga (1957—1958)
- Ernie Pike[англ.] (1957—1959)
- Ann y Dan (Anna nella giungla, «Ann of the Jungle», Ann de la jungle, 1959)
- Capitan Cormorant (1962)
- Fort Wheeling[англ.] (1962)
- Корто Мальтезе (1967—1992)
  - Una ballata del mare salato (1967) — перевод на английский: Ballad of The Salt Sea (Harvill Press[англ.] 1996)
  - Il segreto di Tristan Bantam (1970)
  - Corto toujours un peu plus loin — частично переведён на английский под названием The Banana Conga (1979—1971)
  - Le celtiche (1972) — переведено на английский под названиями: The Celts, (Harvill Press 1996) и A Mid-Winter Morning’s Dream (1971—1972)
  - Le etiopiche (1972—1973)
  - Corte Sconta detta Arcana (1974)
  - Favola di Venezia (1976)
  - La casa dorata di Samarcanda (1980)
  - La giovinezza (1981)
  - Tango (1985)
  - Le elvetiche «Rosa Alchemica» (1987)
  - Mu (1988)
- Gli scorpioni del deserto — Les Scorpions du Desert, The Scorpions of the Desert (1969-92)
  - Les Scorpions du désert (Эпизод 1, 1969-73)
  - Piccolo chalet… (1975)
  - Vanghe Dancale (1980)
  - Dry Martini Parlor (1982)
  - Brise de mer (1992)
- L’uomo dei Caraibi (1977)
- L’uomo del Sertao (1977)
- L’uomo della Somalia (1979)
- L’uomo del gran nord (1980)
- Tutto ricominciò con un’estate indiana (1983)
- Cato Zulu (1984-88)
- El Gaucho (1991)
- Saint-Exupéry — le dernier vol (1994)
- Morgan (1995)

## Актёрская карьера
Среди немногих появлений на экране в качестве актёра можно выделить роль Розетти (итал. Rossetti) в фильме 1978 года Жанкарло Санти «Quando c’era lui… caro lei!» с Паоло Вилладжо. Также он сыграл странного инспектора в фильме Жанкарло Сольди «Nero». Ещё один фильм, в котором он появляется — французский «Rosso sangue».

## Награды и премии
- 1969: Gran Guinigi per il disegnatore italiano на фестивале в Лукка, Италия, for за «Балладу соленого моря» (итал. Una ballata del mare salato)[2]
- 1974: Приз Сан-Мишеля[англ.], за лучшую реалистичную историю
- 1976: Международный фестиваль комиксов в Ангулеме, Лучший иностранный реалистичный комикс, за «Балладу Соленого моря» (кат. La ballade de la mer salée)[3]
- 1981: Международный фестиваль комиксов в Ангулеме, приз Elle[4]
- 1987: Международный фестиваль комиксов в Ангулеме, Лучшая иностранная книга комиксов, за «Бабье лето» (англ. Indian Summer)[5]
- 1988: Международный фестиваль комиксов в Ангулеме, Специальный гран-при 15-летия фестиваля[6]
- 1996: Приз Макса и Морица[англ.], Германия, Best German language comic import, за «Сент-Экзюпери: последний полёт» (фр. Saint-Exupéry - le dernier vol)
- 2005: Премия Айснера

## Память
Имя Уго Пратта носит публичная библиотека в венецианском районе Лидо (via Sandro Gallo, 136/B 30126 Venezia, Lido).

## Публикации
- Публикации Архивная копия от 21 февраля 2007 на Wayback Machine (фр.) в журнале Pif Gadget
- Публикации Архивная копия от 21 февраля 2007 на Wayback Machine (фр.) в журнале À Suivre[англ.]
- Публикации Архивная копия от 21 февраля 2007 на Wayback Machine (фр.) в журнале Pilote[англ.]
- Публикации Архивная копия от 21 февраля 2007 на Wayback Machine (фр.) в журнале Тинтин[англ.]